# Critobul (metge)
Critobul (en grec antic: Κριτόβουλος, llatí: Critobulus) fou un metge i cirurgià grec esmentat per Plini el Vell que diu que va treure una fletxa de l'ull de Filip II de Macedònia quan encara regnava el seu pare Amintes, que se li havia clavat probablement durant el setge de Metone el 353 aC. Encara que no li va poder salvar la visió va impedir que la cara restés desfigurada. També l'esmenta Quint Curci Rufus com el metge que va treure a Alexandre el Gran l'arma de la ferida que va rebre durant l'assalt de la fortalesa principal dels malaves.